# Promenaea sincorana
Promenaea sincorana là một loài thực vật có hoa trong họ Lan. Loài này được P.Castro & Campacci miêu tả khoa học đầu tiên năm 1993.